# West-Eastern Divan Orchestra

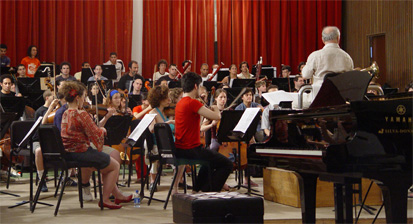
Ensayo bajo la dirección de Daniel Barenboim, en Pilas, Sevilla, España, 25 de julio de 2005.

La West-Eastern Divan Orchestra (en español Orquesta del Diván de Oriente y Occidente, nombre inspirado en un libro de poemas de Goethe) es un proyecto ideado por el músico Daniel Barenboim y el filósofo Edward Said en 1999 para reunir, con espíritu de concordia, a jóvenes talentos musicales palestinos, árabes e israelíes, así como un foro para el diálogo y la reflexión sobre el conflicto israelí-palestino. Este proyecto nació con el propósito de combinar el estudio y el desarrollo musical con compartir el conocimiento y la comprensión entre culturas que han sido tradicionalmente rivales. Sus primeras ediciones transcurrieron entre Weimar y Chicago hasta que, en 2002, se estableció definitivamente en Sevilla. Desde ese año también participan en la orquesta jóvenes músicos españoles. 
La Orquesta West-Eastern Divan se reúne habitualmente cada verano en Sevilla para participar en un taller formativo y ofrecer a continuación una gira de conciertos. Ha recibido distintos premios desde su creación, entre ellos el Premio Príncipe de Asturias de la Concordia en 2002 para Said y Barenboim, el Premium Imperiale concedido por la Japan Arts Association y un Emmy Internacional a su DVD Knowledge Is The Beginning.
Desde su creación, la Orquesta West-Eastern Divan ha actuado en numerosos países de Europa (España, Alemania, Reino Unido, Francia, Suiza, Bélgica, Turquía, Italia y Portugal) y de América (Estados Unidos, Argentina, Uruguay y Brasil). En agosto de 2003 la orquesta tocó por primera vez en un país árabe con un concierto en Rabat, Marruecos, y en 2005 dio su primer concierto en un país de Oriente Próximo al ofrecer una actuación en la ciudad palestina de Ramala.
En 2004 se creó la Fundación Barenboim-Said, con sede en Sevilla y financiada por la Junta de Andalucía, con el propósito de desarrollar diversos proyectos educativos a través de la música basados en los principios de convivencia y diálogo promulgados por Said y Barenboim. Así, la Fundación Barenboim-Said no solo gestiona la Orquesta West-Eastern Divan, sino otros proyectos como la Academia de estudios Orquestales en Sevilla, el Proyecto de Educación Musical en Oriente Medio y el Proyecto de Educación Musical Infantil en Sevilla.
En 2005, Paul Smaczny, que acompañó a la orquesta por varios años, hizo el documental sobre su historia y obra llamado  Knowledge is the Beginning (El conocimiento es el Comienzo), el cual ganó un Premio Emmy por el mejor documental relacionado con las artes en el 2006.
En julio del 2012, Barenboim y la orquesta jugaron un rol importante en los BBC Proms, interpretando un ciclo de las nueve sinfonías de Beethoven, haciendo coincidir la novena con la inauguración de los Juegos Olímpicos de Londres 2012.